# Romanovci

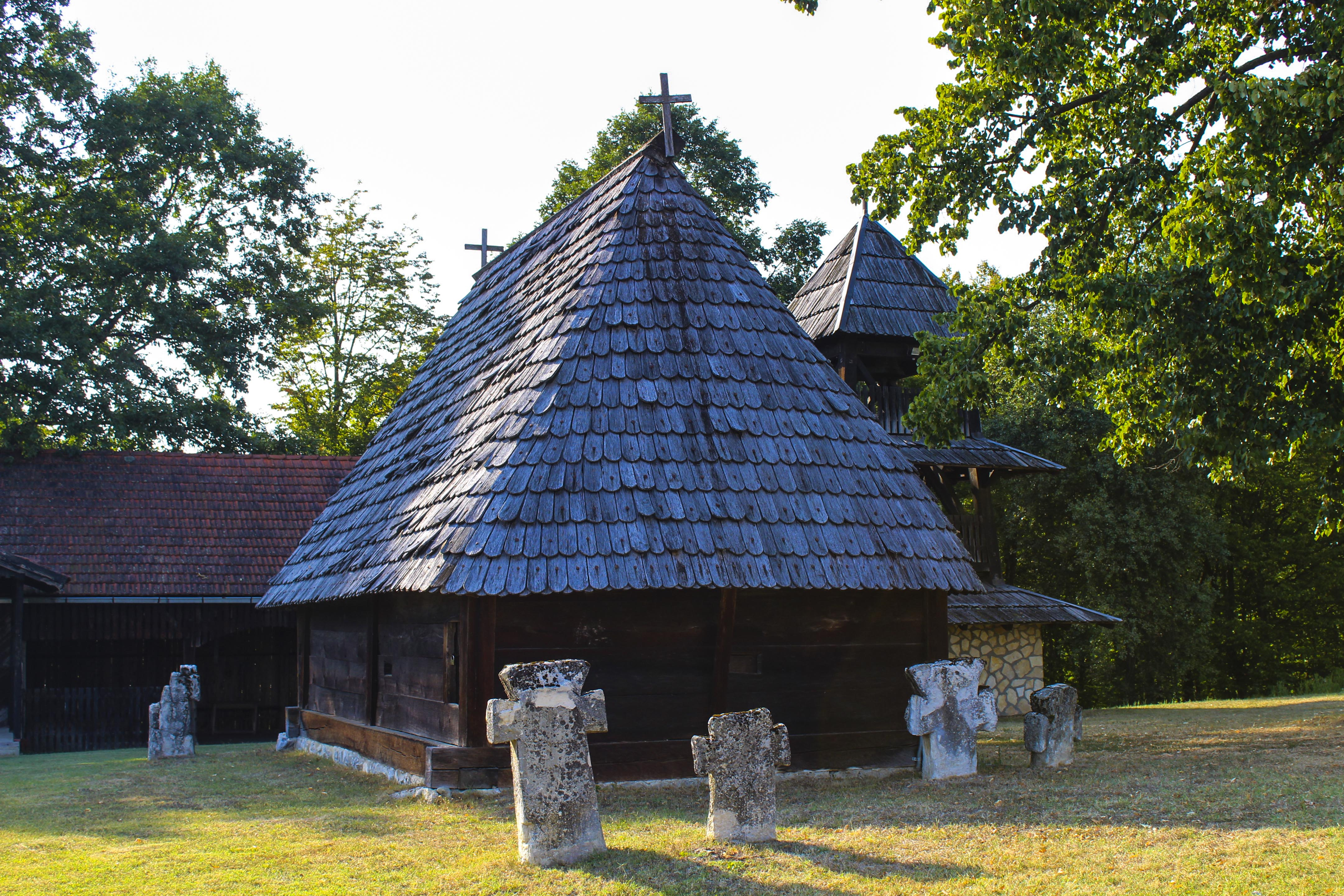
Église en rondins dédiée à St. Nicolas à Romanovci

Romanovci (en serbe cyrillique : Романовци) est un village de Bosnie-Herzégovine. Il est situé dans la municipalité de Gradiška et dans la république serbe de Bosnie. Selon les premiers résultats du recensement bosnien de 2013, il compte 1 032 habitants.

## Géographie
Romanovci est un village situé au nord de la Bosnie-Herzégovine, entre des collines et des champs, à l'est du village de Miljevići, au nord-ouest du village de Kobatovci et au nord de la ville de Banja Luka, la deuxième ville du pays, et de son agglomération. Au sud du village se trouve l'aéroport international de Banja Luka. Le village est construit en bordure de la route européenne E661.

## Démographie

### Évolution historique de la population dans la localité
| 1948 | 1953 | 1961  | 1971  | 1981  | 1991  | 2013  |
| ---- | ---- | ----- | ----- | ----- | ----- | ----- |
| -    | -    | 1 317 | 1 199 | 1 208 | 1 199 | 1 032 |

|  |